# DC Shoes

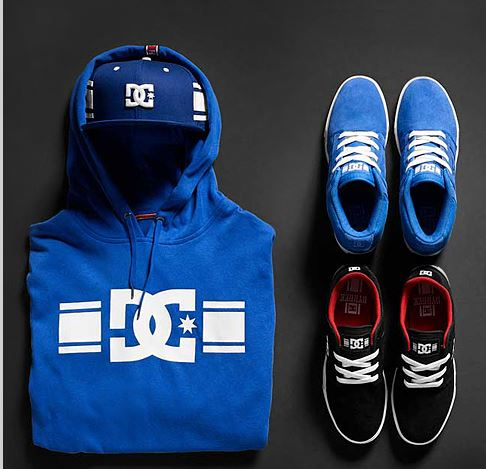
Alcuni capi della DC Shoes

DC Shoes è un'azienda statunitense specializzata in calzature per sport estremi, inclusi skateboard, snowboard, BMX, motocross, rally e surf; essa è specializzata anche in snowboard, t-shirt, jeans, cappelli e giacche.
L'azienda è stata fondata nel 1994 e ha sede a Vista (California).
Il nome DC originariamente stava per 'Droors City Footwear', ma poi è diventata semplicemente DC Shoes.
Il 10 marzo 2004 DC Shoes è stata acquisita da Quiksilver per $87 milioni di dollari.

## Video DC
Il Video DC è una raccolta del 2003 di skateboarding trick da parte di skater vari e sponsorizzato da DC Shoes. Il video, della durata di 46 minuti circa, è stato prodotto dall'ex skater professionista Greg Hunt; è stato pubblicato su VHS, DVD e UMD per PSP.
Nel video appaiono skater professionisti come Rob Dyrdek, Ryan Gallant, Josh Kalis, Colin McKay, Anthony Van Engelen, Brian Wenning, e Stevie Williams.

## Nella cultura di massa
- Travis Barker, membro dei gruppi pop punk Blink-182, Transplants e +44, ha una linea di scarpe e di cappelli che ha chiamato DC Travis Barker Remix[3].
- Nel 2003 e nuovamente nel 2008, il frontman dei Linkin Park, Mike Shinoda, crea la sua linea DC "remix" shoes. La linea è nota come DC / MS[4].

## Skate Team[5]
- Rob Dyrdek
- Steve Berra
- Danny Way
- Josh Kalis
- Colin McKay
- Madars Apse
- Davis Torgenson
- Tom Shaar
- Felipe Gustavo
- Chris Cole
- Matt Miller
- Mike Mo Capaldi
- Evan Smith
- Wes Kremer
- Cyril Jackson
- Mikey Taylor
- Tommy Fynn